# 梅尔科沃德纳亚湾 (阿穆尔湾)
梅尔科沃德纳亚湾（俄语：Бухта Мелководная）是阿穆尔湾西北部的海湾，属滨海边疆区哈桑区，面积17平方公里，深达7米，岸长27.6公里，处于斯托洛瓦亚山东边形成的角和奥格拉诺维奇角间，入口处宽2.6公里。